# 22. Tarnowska Nagroda Filmowa
22. Tarnowska Nagroda Filmowa – odbyła się w dniach 10-18 maja 2008 roku.

## Filmy konkursowe

### Konkurs główny
- Benek – reż. Robert Gliński
- Futro – reż. Tomasz Drozdowicz
- Hania – reż. Janusz Kamiński
- Jutro idziemy do kina – reż. Michał Kwieciński
- Korowód – reż. Jerzy Stuhr
- Nadzieja – reż. Stanisław Mucha
- Niezawodny system – reż. Izabela Szylko
- Ogród Luizy – reż. Maciej Wojtyszko
- Pora umierać – reż. Dorota Kędzierzawska
- Sztuczki – reż. Andrzej Jakimowski
- Środa, czwartek rano – reż. Grzegorz Pacek
- Taxi A – reż. Marcin Korneluk
- U Pana Boga w ogródku – reż. Jacek Bromski
- Wszystko będzie dobrze – reż. Tomasz Wiszniewski

### Konkurs „Kino Młodego Widza”
- Felicjanek 10 – reż. Anna Kaszuba-Dębska
- Mokra bajeczka – reż. Wojciech Gierłowski
- Owadeusz i trąba – reż. Sławomir Zalewski
- Radostki – reż. Magdalena Osińska
- Miś Fantazy, odc. Szkarłatna perła – reż. Andrzej Kukuła

## Skład jury
- Wiesław Saniewski – reżyser i scenarzysta, przewodniczący jury
- Jerzy Armata – krytyk filmowy, dyrektor artystyczny festiwalu
- Barbara Brożek-Czekańska – artysta plastyk, radna Miasta Tarnowa, przewodnicząca Komisji Kultury
- Andrzej Goleniewski – pełnomocnik Filmoteki Narodowej ds. Sieci Kin Studyjnych i Lokalnych
- Ryszard Jaźwiński – dziennikarz filmowy Programu III Polskiego Radia
- Jerzy Jurczyński – rzecznik prasowy Azotów Tarnów
- Jerzy Kapuściński – producent telewizyjny
- Joanna Kos-Krauze – reżyser i scenarzystka
- Krystyna Latała – dyrektor zarządzający Radia Eska Tarnów
- Jacek Lipski – producent filmowy, członek Stowarzyszenia Filmowców Polskich
- Łukasz Maciejewski – krytyk filmowy
- Grzegorz Molewski – przewodniczący rady nadzorczej Telewizji Kino Polska
- Grażyna Molska – scenograf, producent
- Marcin Sobczyk – dyrektor Wydziału Kultury Urzędu Miasta Tarnowa
- Marcin Tumidajski – dziennikarz radia RDN Małopolska
- Maria Wardyń – zastępca dyrektora Tarnowskiego Centrum Kultury

## Laureaci

### Konkurs główny
- Nagroda Grand Prix – Statuetka Leliwity: 
  - Pora umierać – reż. Dorota Kędzierzawska

- Nagroda Jury Młodzieżowego – Statuetka Kamerzysty: 
  - Benek – reż. Robert Gliński

- Nagroda publiczności – Statuetka Maszkarona: 
  - Ogród Luizy – reż. Maciej Wojtyszko

- Nagroda specjalna jury:
  - Tomasz Wiszniewski – (Wszystko będzie dobrze)

- Nagroda za całokształt twórczości:
  - Tadeusz Konwicki

### Konkurs „Kino Młodego Widza”
- Nagroda Jury Dziecięcego – Statuetka Koguta:
  - Miś Fantazy, odc. Szkarłatna perła – reż. Andrzej Kukuła